# Toyota Mark II
Der Mark II ist ein ehemaliges PKW-Modell des japanischen Automobilherstellers Toyota und geht auf die 1967 begründete Modellserie Corona Mark II zurück. Unter zunehmendem Druck der Presse wurde das Modell eine eigenständige Modellgruppe, die an die Schwestermodelle Toyota Cressida, Toyota Chaser und Toyota Cresta gebunden war.

## Modellübersicht

### Toyota Mark II (X70)
Die X70 war die erste Generation, welche nicht mehr als Corona vom Band lief. Wie der Vorgänger wurde der Mark II in der oberen Mittelklasse positioniert und war sowohl als Stufenheck, Kombi (Wagon), Van und auch als Coupé verfügbar. Aber auch als Taxi war der Mark II beliebt. Das Modell wurde 1985 mit dem Good Design Award ausgezeichnet.

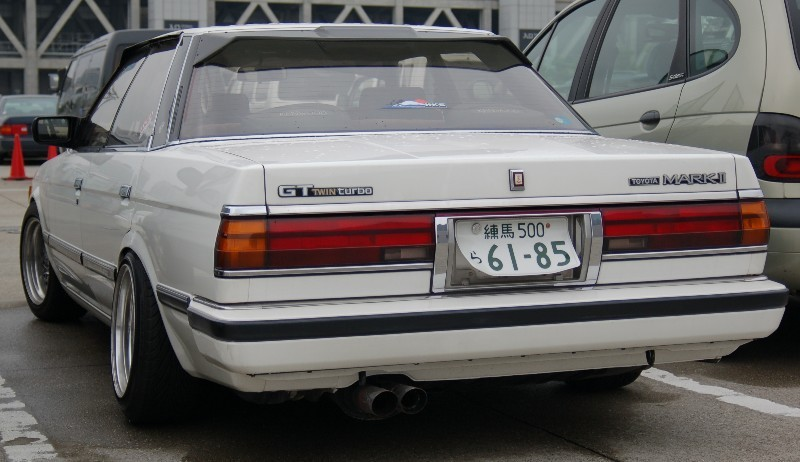
Toyota Mark II Sédan GT Twin Turbo

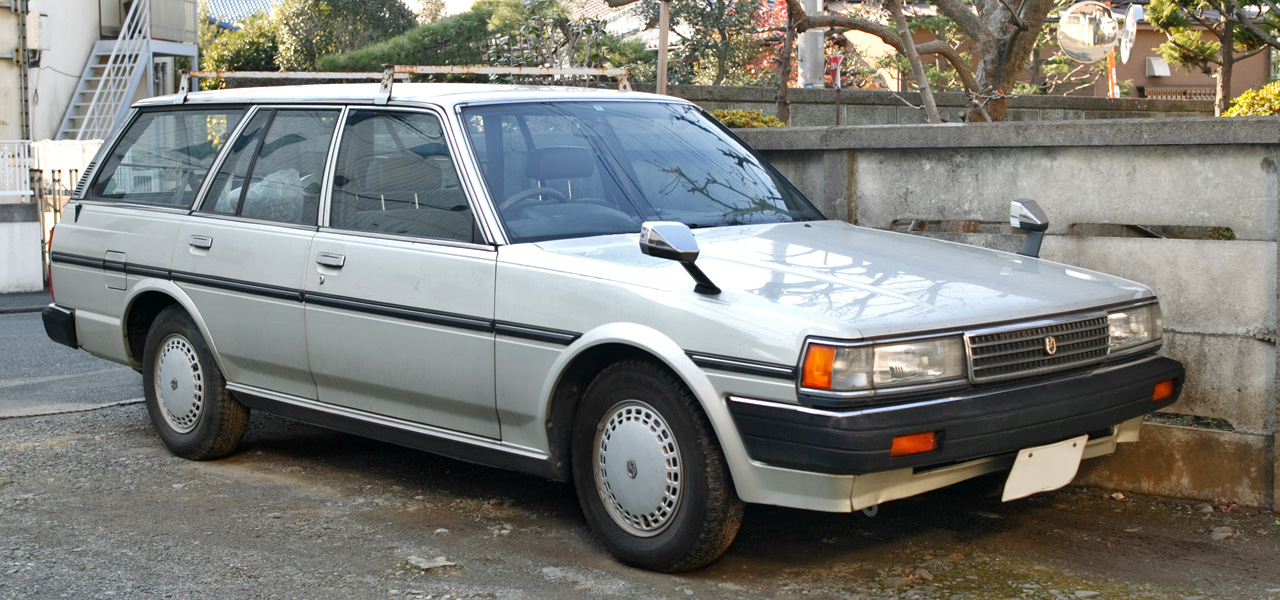
Toyota Mark II Wagon 1.8 GL

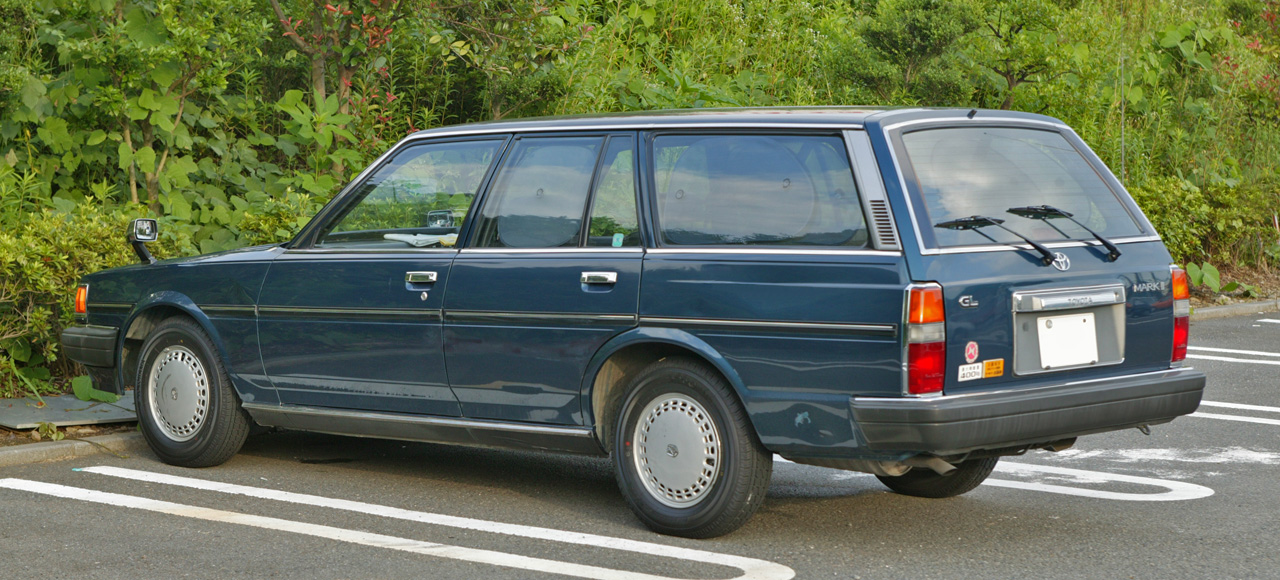
Toyota Mark II Wagon 1.8 GL

Motorenauswahl August 1984 bis Oktober 1985:
Diesel: 1800 cm³, 2200 cm³, 2400 cm³
Benziner: 1800 cm³, 2500 cm³, 3000 cm³
LPG: 1800 cm³ (2Y-PU), 2000 cm³ (3Y-PU)
Im Oktober 1985 kam der 1G-GTEU-Motor in die Motorenauswahl hinzu. Dieser war speziell für die Schwestermodelle Chaser und Cresta entwickelt worden. Beim Mark II ist dieser Motor lediglich dem GT vorbehalten und wird mit dem Zusatz Twin Turbo kenntlich gemacht. Beim Getriebe hat Toyota nun sein ECT-S bei den Automatik-Versionen standardmäßig hinzugefügt.
Im August 1986 wurde der Mark II innen und außen leicht überarbeitet. Toyota legte dabei besonders im Interieur seine Aufmerksamkeit auf die Instrumententafel und die Anordnung der einzelnen Schalter. Das Armaturenbrett wurde in einer Lippenform konzipiert, um dem Fahrer die maximale Übersicht über sein Fahrzeug zu ermöglichen. Für Tuningbetriebe wurde des Weiteren der hauseigene 1G-GEU-Motor angeboten, um dessen Kosten möglichst gering zu halten und auch einen größeren Absatz zu erzielen.
Unverändert blieben die Stufenhecklimousine und der Kombi bis August 1988 in Produktion und wurden anschließend von der X80-Generation abgelöst. Der Kombi (GX70G) und Van (YX76V, YX78V) wurden aber mit leichten Änderungen weitergebaut. Den Innenraum und andere Fahrzeugteile übernahm Toyota aus dem Schwestermodell Cresta, ebenfalls den einzig noch angebotenen Motor 1G-FE.
Standardmäßig bekam der Mark II der X70-Generation im Februar 1993 Dachschienen oder wahlweise Gepäckträger. Die bis dahin noch angebotene LPG-Versionen wurde wegen schwacher Leistung aus dem Programm gestrichen. Als Ersatz brachte Toyota 4-Zylinder-Motoren mit 1800 cm³ oder auf Wunsch mit 2000 cm³.
Bis 1997 wurden der Kombi und der Van unverändert weitergebaut. Da sich jedoch die Stufenhecklimousine unabhängig vom Kombi weiterentwickelt hatte, ließ man den Nachfolgerkombi unter der dem neuen und eigenständigen Modellnamen Toyota Mark II Qualis laufen.

### Toyota Mark II (X80)
Der neue Mark II bildet das Schwestermodell zum Corona, dem Cressida und dem Chaser. Um wieder ein zeitgemäßes Modell zu haben, glich man das Design dem aktuell modischen Stil an. So war die Karosserie abgerundet und war im Stil der Compact Cars. Das Coupé wurde aufgegeben.
Motorenauswahl August 1988 bis August 1989:
- 6-Zylinder Benziner: 2,0 l (1G-GTE/1G-GZE/1G-GE/1G-FE)
- 4-Zylinder Benziner: 1,8 l (4S-Fi/4S-FE)
- 4-Zylinder LPG: 2,0 l (3Y-P)
- 4-Zylinder Diesel: 2,4 l (2L-T/2L)

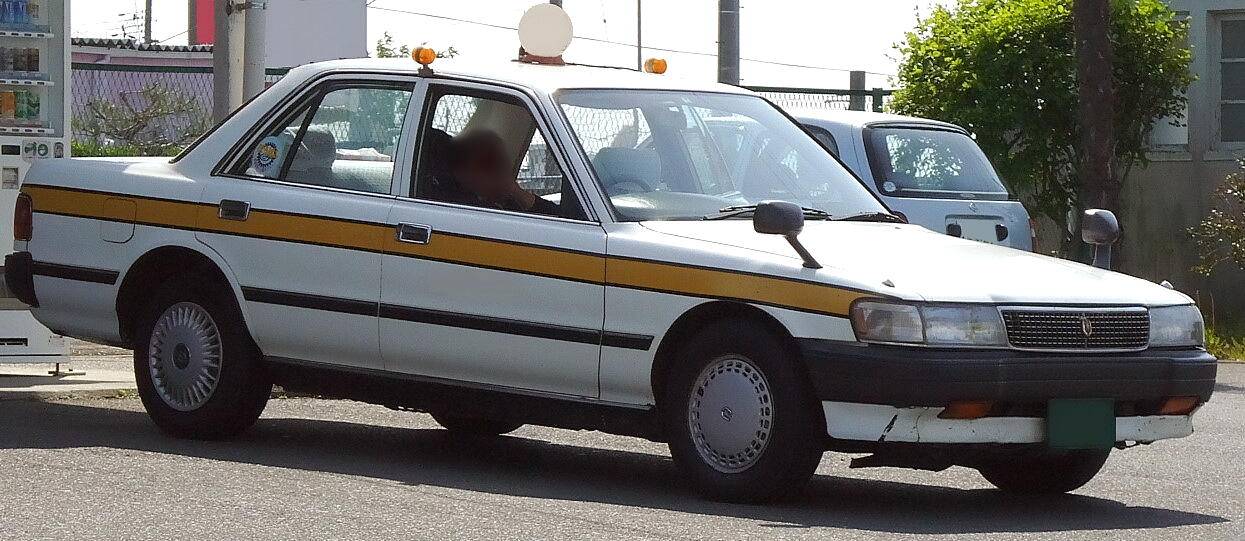
Toyota Mark II 3.0 Salon

Von Januar bis Dezember 1990 war der Mark II das meistgekaufte Automobil in Japan und hatte den Corolla übertroffen.
Im August 1989 wurde der 7M-GE mit einem Hubraum von etwa 3,0 l der Motorenauswahl hinzugefügt. Des Weiteren war nun ABS, TRC und ESC Modellstandard.
Ein Jahr später folgten die 2,5-L-Motorisierungen 1JZ-GTE und 1JZ-GE. Ebenfalls gab es leichte Änderungen an Interieur und Exterieur. So entstanden die beiden Ausstattungsvarianten Salon und Grande. Salon stellt die einfachere Version dar und war nur mit Stoffbezügen erhältlich. Der Grande ist die Premiumversion und nur in Lederausstattung lieferbar. Der 1G-GZE-Motor wurde nur noch in der limitierten Yamaha Edition (JZ81) eingebaut und anschließend eingestellt.
1992 wurde der Nachfolger X90 auf dem Markt eingeführt. Die X80-Generation wurde unverändert bis Dezember 1995 weitergebaut und dann eingestellt.

### Toyota MarkII (X90)
Nach der anhaltend schlechten finanziellen Situation in Japan, geht nun auch der Verkauf von Mittelklassefahrzeugen sehr schleppend. So setzten sich die finanziell begünstigten Kei-Cars durch. Der Mark II hatte es demnach sehr schwer Käufer zu finden. Die veraltete X80-Generation war günstiger und fand auf Grund dessen auch mehr Kunden.

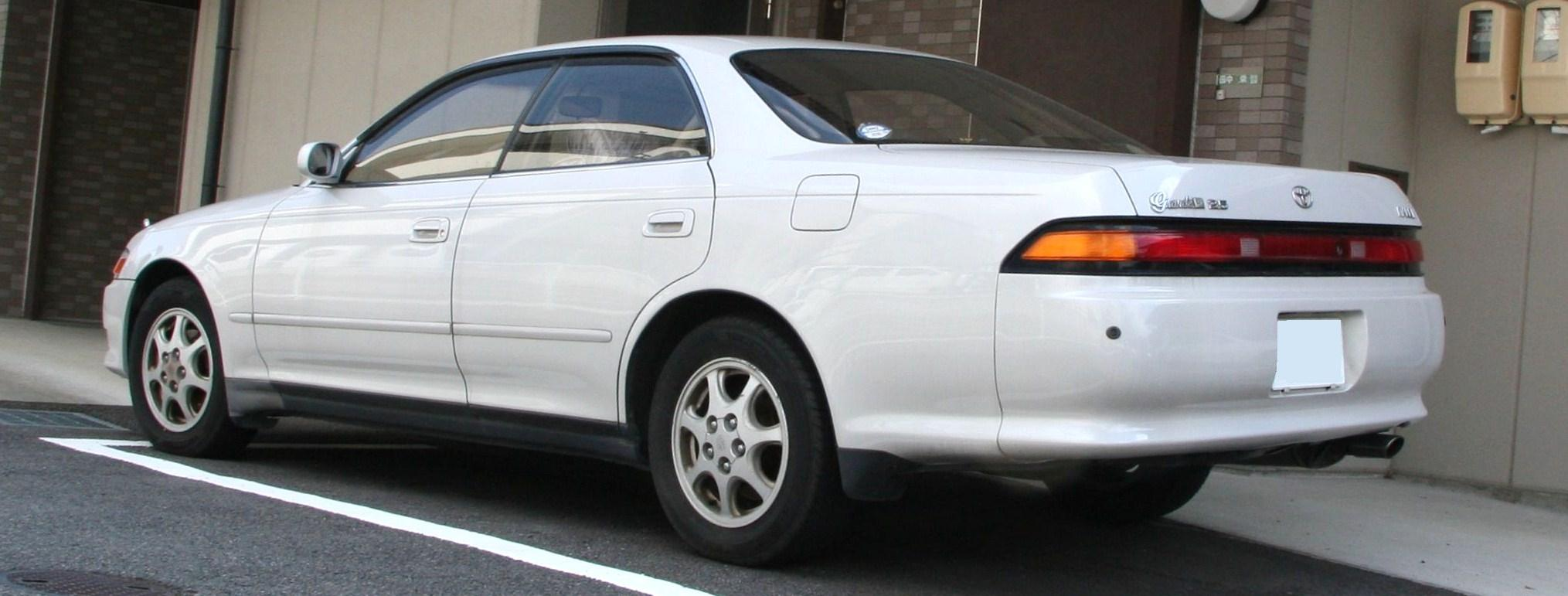
Toyota Mark II 2.0L G four

Um dem entgegenzuwirken, versuchte Toyota, die Produktionskosten zu senken. So wurden die bis dahin gesondert bestellbaren Ausstattungsextras zum größten Teil zu verschiedenen Standardpaketen zusammengefasst. Zudem gelang es Toyota, den Mark II in günstige Steuerklassen einordnen zu lassen. Einzige Ausnahme waren die 3,0-L-Fahrzeuge. Die Sportversion des Mark II trug den Namen Tourer (auf Japanisch: ツアラー). Chaser und Cresta waren weiterhin die offiziellen Schwestermodelle.
Folgende Motorisierungen standen zur Auswahl:
- 6-Zylinder Benziner: 3.0L, 2.5L, 2.0L
- 4-Zylinder Benziner: 1.8L
- 4-Zylinder TDI: 2.4L

Bis Februar 1996 wurde der Mark II X90 unverändert gebaut und wurde dann durch seinen Nachfolger X100 abgelöst. Zum Abschluss legte Toyota das limitierte Sondermodell Regalia (japanisch: レガリア) auf, um gleichzeitig auf das Nachfolgemodell aufmerksam zu machen.

### Toyota Mark II (X100)
Nach wie vor lief der Absatz teurer Fahrzeuge in Japan aufgrund mehrerer Wirtschaftskrisen und Börsencrashs sehr schleppend. Toyota entschloss sich daher, einige der Modelle auch ins Ausland zu exportieren. Der Mark II wurde vor allem auch für den südostasiatischen Raum geplant. Thailand, Hongkong, Indien und Taiwan waren wichtige Märkte. Einige Modelle wurden inoffiziell nach Indonesien und auf die Philippinen geliefert.

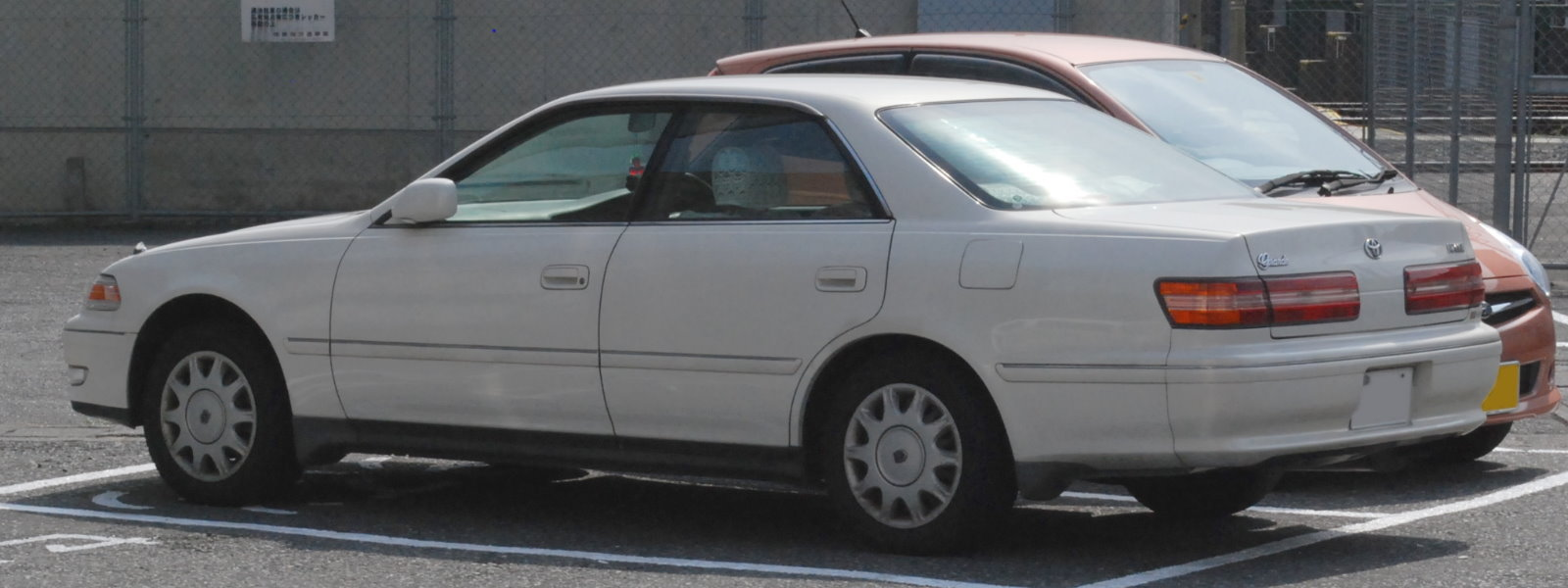
Toyota Mark II 2.0L G four

Folgende Motorisierungen standen zur Auswahl:
- 6-Zylinder Benziner: 3,0 l, 2,5 l, 2,0 l
- 4-Zylinder Diesel: 2,4 l

Zum Anlass des 30. Jahrestages des Mark II bot Toyota bis zum Dezember die Sonderversion Trente (japanisch: トラント) an. Im April 2000 wurde der X100 durch den X110 ersetzt.

### Toyota Mark II (X110)

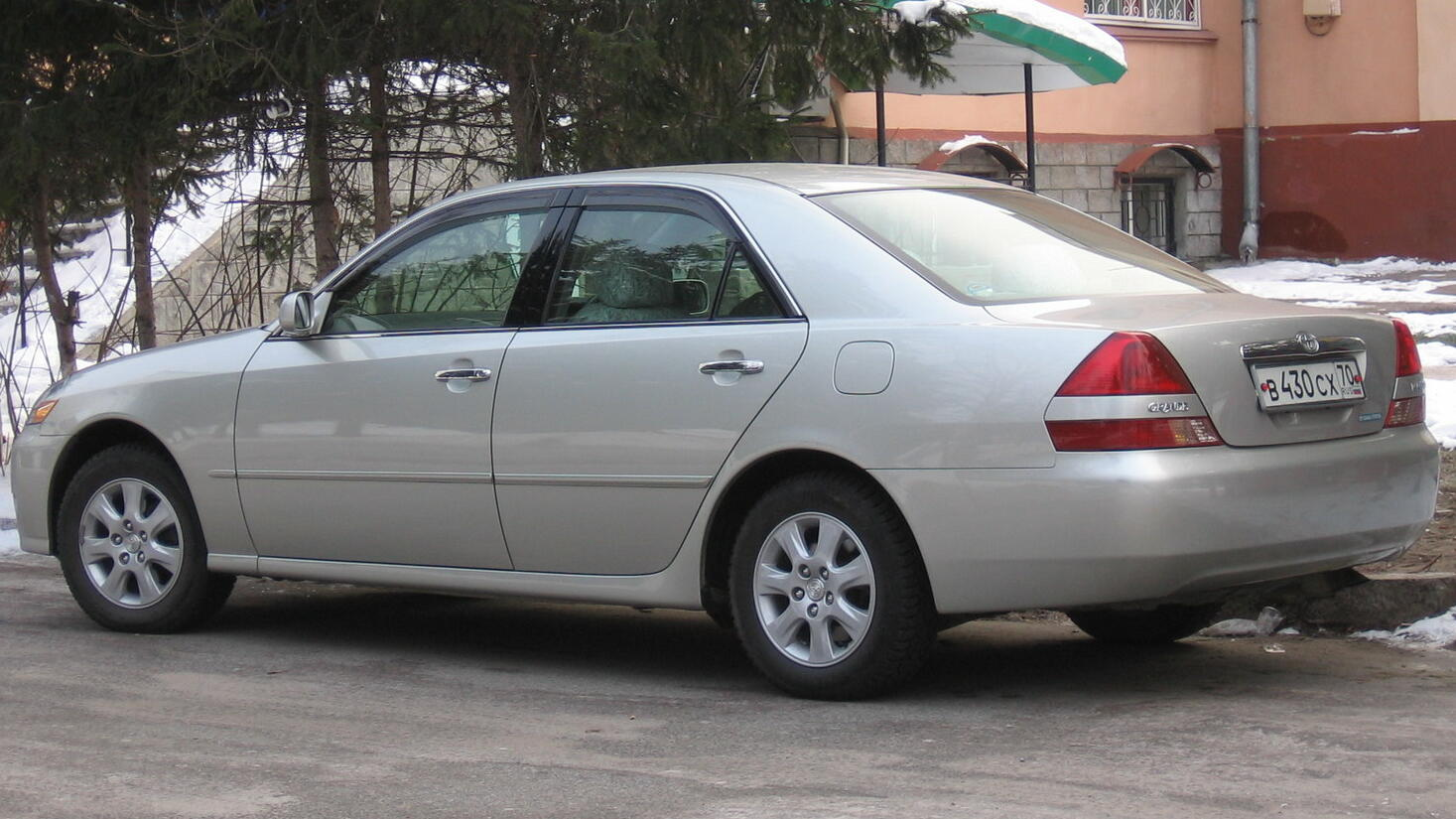
Toyota Mark II iR-S

Der Erfolg des X100 im Ausland half Toyota, die Modellserie bestehen zu lassen. Aber auch aus der Volksrepublik China bekam Toyota nun eine große Anzahl an Bestellungen, die zum Teil zurückgewiesen werden mussten. So entschloss sich Toyota, den X110 in der Volksrepublik bauen zu lassen und errichtete in der Nähe der Stadt Shanghai das Werk, welches im Juni 2001 schließlich seine Arbeit aufnehmen konnte. In Japan wie auch in China gab es nur zwei 6-Zylinder-Motoren mit 2,0 l Hubraum zur Auswahl. Als Ausstattungsvarianten stand der Mark II als iR-S, iR-V und als G-tb zur Auswahl. Zum 35. Geburtstag brachte Toyota das limitierte Sondermodell Regalia (japanisch: レガリア) erneut auf den Markt (nur in Japan). Im Oktober 2004 löste dann der Mark X in Japan und in der Volksrepublik China der Toyota Reiz den X110 ab.